# Todd Brun
Todd A. Brun es un ingeniero y físico estadounidense. 

## Biografía
Se desempeña como profesor en la Universidad del Sur de California.
Es miembro de la Sociedad Estadounidense de Física por sus "contribuciones a la teoría cuántica y la ciencia de la información cuántica, incluyendo la decoherencia y la medición cuántica continua, la computación cuántica y la corrección de errores cuánticos."
Es coinventor del método de corrección de errores cuánticos asistida por entrelazamiento, que permite el uso del entrelazamiento compartido en la corrección de errores cuánticos y para producir un código de corrección de errores cuánticos a partir de un código de corrección de errores clásico arbitrario.